# ترزا راینکه
ترزا راینکه (انگلیسی: Theresa M. Reineke؛ زادهٔ ۱ ژانویهٔ ۱۹۷۲) شیمی‌دان اهل ایالات متحده آمریکا با تخصص در زمینه دانش بسپار است.